# 제곱근 2
제곱근 2 또는 루트 2 또는 2의 양의 제곱근은 자기 자신과 곱하여 2가 되는 양의 실수이다. {\displaystyle {\sqrt {2}}}로 표기한다.
2의 제곱근은 자기 자신과 곱하여 2가 되는 실수이다. 2의 양의 제곱근과 2의 음의 제곱근이 있으며, {\displaystyle \pm {\sqrt {2}}}로 표기한다.
2의 제곱근은 기약분수로 나타낼 수 없는 무리수이다. 기하학에서는 피타고라스 정리에 따라 한변의 길이가 1인 정사각형의 대각선의 길이로 나타낼 수 있다. 2의 제곱근에 대한 근삿값으로는 99⁄70이 쓰인다. 이 값은 2의 제곱근 참값과 사이에 오차가 0.00001 로 매우 정확한 편이다. 실제 2의 제곱근의 값은 순환되지 않는 무한 소수로 소수점이하 65자리까지의 근삿값(OEIS의 수열 A002193)은 다음과 같다.
1.41421 35623 73095 04880 16887 24209 69807 85696 71875 37694 80731 76679 73799
2의 제곱근이 무리수라는 사실은 고대 시기부터 잘 알려져 있었다. 에우클레이데스는 《원론》에서 2의 제곱근이 무리수라는 사실을 귀류법을 통하여 증명하였다.

## 역사

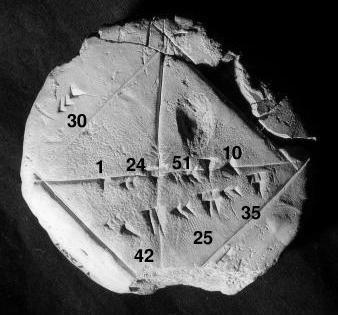
Ybc7289

예일대학교 소장 목록번호 7289인 바빌로니아 점토판에서는 2의 제곱근의 근삿값을 다음과 같이 계산하고 있다.
{\displaystyle 1+{\frac {24}{60}}+{\frac {51}{60^{2}}}+{\frac {10}{60^{3}}}=1.41421{\overline {296}}.}
또한 고대 인도의 수학책인 《술바수트라》에서는 2의 제곱근의 근삿값을 다음과 같이 계산하고 있다.
{\displaystyle 1+{\frac {1}{3}}+{\frac {1}{3\cdot 4}}-{\frac {1}{3\cdot 4\cdot 34}}={\frac {577}{408}}\approx 1.414215686.}

직각삼각형에서 빗변의 길이를 Z, 다른 변의 길이를 각각 X, Y 라 하면 피타고라스 정리에 따라
{\displaystyle X^{2}+Y^{2}=Z^{2}}
이고, 따라서
{\displaystyle Z={\sqrt {X^{2}+Y^{2}}}}
가 된다. 이제 왼쪽의 그림과 같이 빗변이 아닌 두 변의 길이가 1인 직각삼각형의 빗변의 길이는 다음과 같이 계산할 수 있다.
{\displaystyle Z={\sqrt {X^{2}+Y^{2}}}={\sqrt {1^{2}+1^{2}}}={\sqrt {2}}}
고대 그리스의 피타고라스 학파인 히파소스는 이 계산에서 나타나는 2의 제곱근을 기약분수로 나타낼 수 없다는 사실을 발견하였다. 그런데 피타고라스 학파에서는 자연수와 이의 비로 나타낼 수 있는 기약분수, 즉 유리수 만을 진정한 수로 취급하였기 때문에 무리수의 존재를 인정하는 것은 금기였다. 히파소스는 무리수의 존재를 세상에 알렸다는 이유로 이단으로 취급받았으며, 일설에 의하면 피타고라스 학파에 의해 죽임을 당하였다고 한다. 무리수라는 이름은 피타고라스 학파의 수에 대한 이러한 가치관이 반영된 것이다.
헬레니즘 시기 알렉산드리아의 수학자 에우클레이데스(유클리드)는 2의 제곱근이 무리수라는 것을 증명하였다.

## 계산
다음의 알고리즘을 이용하여 2의 제곱근을 계산할 수 있다.
{\displaystyle a_{n+1}={\frac {a_{n}+{\frac {2}{a_{n}}}}{2}}={\frac {a_{n}}{2}}+{\frac {1}{a_{n}}}} (단, a0 > 0 )
위의 식에 a0 = 1 을 대입하고 알고리즘을 실행하면 다음과 같은 결과가 나온다. 순환의 횟수가 많아 질수록 보다 정확한 근삿값을 계산할 수 있다.
- 3/2 = 1.5
- 17/12 = 1.416...
- 577/408 = 1.414215...
- 665857/470832 = 1.4142135623746...

### 연분수
다음과 같은 연분수를 사용하여도 2의 제곱근을 계산할 수 있다.
{\displaystyle {\sqrt {2}}=1+{\cfrac {1}{2+{\cfrac {1}{2+{\cfrac {1}{2+{\cfrac {1}{2+{}\ddots }}}}}}}}}
위 연분수는 아래와 같은 방식으로 전개된 것이다.
{\displaystyle {\sqrt {2}}=1+{\sqrt {2}}-1}
{\displaystyle =1+({\sqrt {2}}-1)\cdot {\frac {{\sqrt {2}}+1}{{\sqrt {2}}+1}}=1+{\frac {2-1}{{\sqrt {2}}+1}}=1+{\frac {1}{{\sqrt {2}}+1}}}
{\displaystyle =1+{\frac {1}{1+{\sqrt {2}}}}=1+{\frac {1}{1+1+{\frac {1}{{\sqrt {2}}+1}}}}=1+{\frac {1}{2+{\frac {1}{{\sqrt {2}}+1}}}}}
{\displaystyle =1+{\cfrac {1}{2+{\cfrac {1}{2+{\cfrac {1}{{\sqrt {2}}+1}}}}}}}
{\displaystyle =1+{\cfrac {1}{2+{\cfrac {1}{2+{\cfrac {1}{2+{\cfrac {1}{2+{}\ddots }}}}}}}}.}
일반적으로 무리수는 순환되는 연분수로 표현될 수 있다.

## 무리수 증명

### 에우클레이데스
에우클레이데스(유클리드)는 《원론》에서 귀류법을 이용하여 2의 제곱근이 무리수라는 것을 증명하였다. 다음은 에우클레이데스의 증명 과정이다.
1. 만약 {\displaystyle {\sqrt {2}}}가 유리수라고 하면, {\displaystyle {\frac {a}{b}}={\sqrt {2}}}를 만족하고 서로소인 정수 {\displaystyle a}와 {\displaystyle b}가 존재한다.
2. 그렇다면 양변을 제곱한 식인 {\displaystyle \left({\frac {a}{b}}\right)^{2}=2}가 성립한다.
3. 정리하면 {\displaystyle a^{2}=2b^{2}}이 되고, 우변이 짝수이므로 좌변도 짝수이고, 따라서 {\displaystyle a}도 짝수가 된다.
4. 그러면 {\displaystyle a=2k}인 정수 {\displaystyle k}가 존재하고, 이 식을 대입하면 {\displaystyle (2k)^{2}=2b^{2}}이 된다.
5. 정리하면 {\displaystyle b^{2}=2k^{2}}이고, 같은 방법으로 {\displaystyle b}는 짝수여야 한다.
6. 3과 5에서 {\displaystyle 2}는 {\displaystyle a}와 {\displaystyle b}의 공약수이고, 이것은 처음에 두 수가 서로소라는 조건과 모순된다.
7. 따라서 처음의 가정이 잘못되었고, 결국 {\displaystyle {\sqrt {2}}}는 무리수이다.

### 기하학적 증명
오른쪽의 도형을 이용하여 2의 제곱근이 무리수임을 증명할 수 있다. 이 증명은 작도의 원칙에 따라 눈금 없는 곧은 자와 컴퍼스만을 이용한다.
- 오른쪽 그림과 같이 빗변의 길이가 m 이고 다른 변들의 길이가 n 인 직각삼각형ABC 가 있다고 하자. 이 때 {\displaystyle {\frac {m}{n}}}은 다음과 같이 계산될 수 있다.

먼저 피타고라스 정리에 의해 {\displaystyle m={\sqrt {n^{2}+n^{2}}}={\sqrt {2n^{2}}}=n{\sqrt {2}}}
따라서, {\displaystyle {\frac {m}{n}}={\sqrt {2}}}
- 만약 {\displaystyle {\sqrt {2}}} 가 유리수라면 위의 {\displaystyle m}과 {\displaystyle n}을 약분하여 기약분수로 나타낼 수 있을 것이다.
- 이제, 점 {\displaystyle {\rm {A}}}를 중심으로 하고 반지름이 각각 {\displaystyle m}과 {\displaystyle n}인 호를 그림과 같이 그려 삼각형 {\displaystyle {\rm {ADE}}}를 그리면 이 삼각형은 삼각형 {\displaystyle {\rm {ABC}}}와 두 변의 길이가 같고 끼인 각이 같으므로 합동임을 알 수 있다.
- 또한 {\displaystyle \angle {\rm {EBF}}}가 직각이고 {\displaystyle \angle {\rm {BEF}}}는 {\displaystyle 45}˚이므로, 삼각형 {\displaystyle {\rm {BEF}}} 역시 삼각형 {\displaystyle {\rm {ABC}}}와 닮은 직각삼각형이고 빗변을 제외한 두 변의 길이가 같다. 같은 이유로 삼각형 {\displaystyle {\rm {FDC}}} 역시 삼각형 {\displaystyle {\rm {ABC}}}와 닮은 직각삼각형이 된다.
- 이를 바탕으로 각 변의 길이는 BE = m − n, BF = m − n, DF = m − n, FC = n − (m − n) = 2n − m과 같이 정리되고 삼각형 {\displaystyle {\rm {BEF}}} 또는 삼각형 {\displaystyle {\rm {FDC}}}에서 빗변과 다른 변의 비율 역시 {\displaystyle {\sqrt {2}}}가 되므로 다음과 같이 표현할 수 있다.

{\displaystyle {\sqrt {2}}={\frac {m}{n}}={\frac {2n-m}{m-n}}}
- 그런데 이렇게 하여 만들어진 삼각형 {\displaystyle {\rm {BEF}}}와 {\displaystyle {\rm {FDC}}}에서도 위와 같은 방법을 이용하여 더 작은 닮은 직각삼각형의 작도가 가능하므로 위의 식을 한 번 더 전개하면,

{\displaystyle {\sqrt {2}}={\frac {m}{n}}={\frac {2n-m}{m-n}}={\frac {2(m-n)-(2n-m)}{(2n-m)-(m-n)}}={\frac {3m-4n}{3n-2m}}=\cdots }
- 이와 같이 {\displaystyle {\frac {m}{n}}}은 무한히 더 작은 분수로 나타낼 수 있다. 그런데 이는 최초에 {\displaystyle {\frac {m}{n}}}을 더 이상 약분될 수 없는 기약분수로 나타낼 수 있을 것이란 전제와 모순된다. 따라서 {\displaystyle {\sqrt {2}}}는 기약분수로 나타낼 수 없는 무리수이다.

## 주해
1. ↑  그러나 피타고라스 정리를 일반화 하기 위해선 무리수의 도입이 반드시 필요하고 결국 헬레니즘 시기에 이르러 무리수의 사용은 보편화되었다.

## 같이 보기
- 제곱근 3
- 제곱근 5
- 겔폰트-슈나이더 상수
- 은 비율